# Midnight Queen
《Midnight Queen》은 대한민국의 걸 그룹 카라의 멤버 구하라의 첫 번째 일본 싱글이다.

## 개요
커플링 곡인 "Hello"는 원래는 카라의 활동곡 후보였지만, 소속사측에서 타이틀 곡은 댄스곡으로 하고 이 곡은 하지말자고 해서 잊혀졌다가 이후 이번 앨범 준비하면서 스윗튠에게 받아서 힘든일이 있음에도 기다려준 팬들을 위해 만든 곡이라고, 2019년 11월 6일 NHK 라디오에서 언급했다.
일본에서 본격적인 활동 재개를 위한 첫 편이 될 예정이었으나, 발매후 11일이 지난 2019년 11월 24일 구하라가 사망했기 때문에 이 싱글앨범이 그녀의 유작이 되었다.
2020년 1월 13일 일본 음악 회사인 '로그-인'은 유튜브를 통해 구하라의 'Hello(헬로)' 뮤직비디오를 공개했다. 로그-인 측은 '헬로'에 대해 "구하라가 직접 작사에 참가해 팬들에게 감사하는 마음을 노래한 발라드 곡"이라고 했다. 
뮤직비디오는 구하라가 좋아하는 도쿄 야경을 배경으로 했다. 꽃다발을 들고 있는 구하라의 모습이 흑백과 컬러로 담겼다. 
이와 함께 구하라의 사진집은 오는 4월 일본에서 발매 예정이다. 해당 사진집에는 지난해 10월과 11월 서울과 일본 오키나와에서 촬영한 미공개 사진 등이 담긴다.

## 수록곡
| #            | 제목                       | 작사                                  | 작곡 · 편곡                    | 재생 시간 |
| ------------ | -------------------------- | ------------------------------------- | ------------------------------ | --------- |
| 1.           | 〈Midnight Queen〉         | 송수윤, 이형석, 와타나베 나츠미       | 한재호, 김승수, 이창현, 박규태 | 3:10      |
| 2.           | 〈Hello〉                  | 구하라, 송수윤, 이형석, 카와에 미나코 | 한재호, 김승수                 | 3:35      |
| 3.           | 〈Midnight Queen (Inst.)〉 |                                       | 한재호, 김승수, 이창현, 박규태 | 3:10      |
| 4.           | 〈Hello (Inst.)〉          |                                       | 한재호, 김승수                 | 3:35      |
| 총 재생 시간 | 총 재생 시간               | 총 재생 시간                          | 총 재생 시간                   | 13:30     |

### DVD
- 초회생산 한정반

1. 「Midnight Queen」Music Video
2. 「Midnight Queen」메이킹 다큐멘터리 필름